# Santo António dos Olivais
Santo António dos Olivais es una freguesia portuguesa del concelho de Coímbra, con 19,13 km² de superficie y 39.516 habitantes (2001). Su densidad de población es de 2 065,7 hab/km².